# Pietro Casaretto

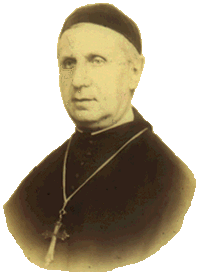
Dom Pietro Casaretto

Pietro Casaretto OSB (* 16. Februar 1810 in Ancona; † 1. Juli 1878 in Genua) war Abt von Subiaco und Begründer der Kongregation von Subiaco, auch Sublazenser Kongregation genannt.

## Leben

### Kindheit und Jugend
Pietro Casaretto war das älteste Kind des wohlhabenden Kaufmanns Giacomo Casaretto und seiner Frau Maddalena Maddalena. Zwei Tage nach seiner Geburt wurde er in der Pfarrkirche St. Egidio auf den Namen Pietro Francesco Luigi Vincenzo Maria Casaretto getauft.
Er war etwa 15 Jahre alt, als er erstmals die Absicht äußerte, ein Leben als Mönch und Priester zu führen. Seinen Wunsch, in den Kamaldulenser-Orden von Monte Cónero einzutreten, schlugen ihm seine Eltern jedoch ab, da sie fürchteten, seine schwache Gesundheit würde den Strapazen eines Eremitendaseins nicht gewachsen sein.

### Vom Novizen zum Priester
Zwei Jahre später gaben seine Eltern schließlich dem Wunsch ihres Sohnes nach und am 9. Juli 1827 trat Casaretto im Alter von 17 Jahren in die Abtei Santa Maria del Monte bei Cesena ein, die zur Cassinensischen Kongregation gehörte.
Wie es zur damaligen Zeit üblich war, legte er nach einem einjährigen Noviziat am 17. August 1828 seine Profess ab. Unterbrochen von längeren Krankheitsphasen und mehreren Reisen bis nach Konstantinopel und ans Schwarze Meer bereitete er sich in den folgenden Jahren auf seine Priesterweihe vor, die er schließlich am 22. September 1832 von Kardinal Nembrini Peroni Gonzaga empfing.
1835 wagte er trotz seiner schwachen Gesundheit einen Versuch, sich den Kamaldulensern anzuschließen. Er trat am 25. Mai ins Kloster St. Biagio ein und tauschte die schwarze Ordenstracht gegen eine weiße. Sein zweites Noviziat endete im Fiasko: Sein kränkelnder Körper war den klimatischen Anforderungen nicht gewachsen und nach einigen Monaten verließ Casaretto das Kloster in Fabriano und kehrte zu seinem früheren Orden zurück.

### Priorei von Pegli

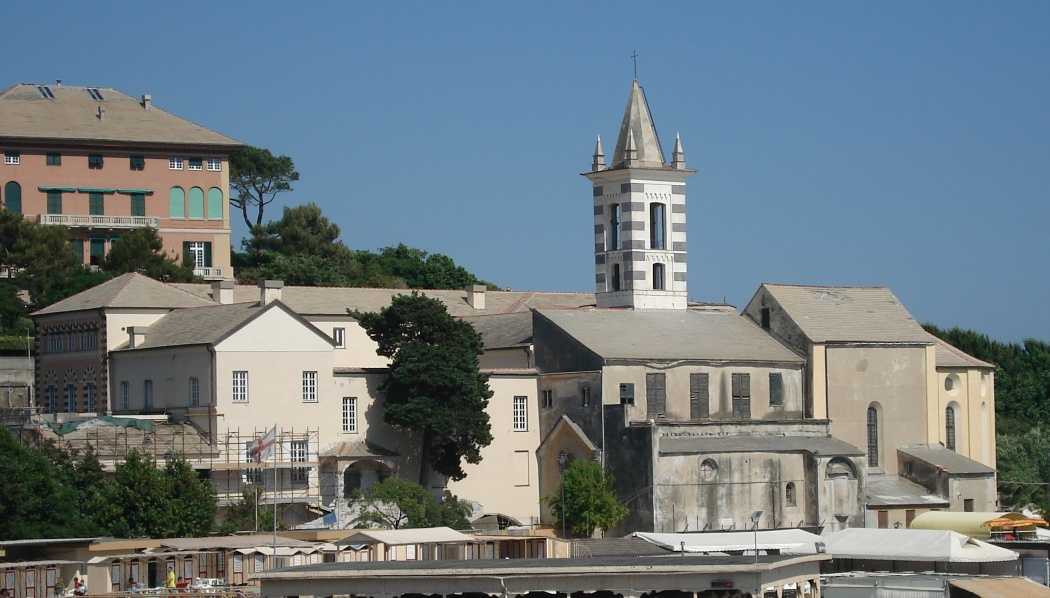
Kloster San Giuliano in Genua

1842 bekam Casaretto den Auftrag, die Besitzrechte des Ordens an einer ehemals von cassinensischen Benediktinern betreuten Pfarre in Pegli bei Genua durch seine Anwesenheit aufrechtzuerhalten. Casaretto willigte ein, erbat sich jedoch die Genehmigung, mit anderen Mönchen dort eine Benediktinergemeinschaft zu gründen. Am 6. November stimmte die Bischofskonferenz dem Ansinnen zu und ernannte Casaretto zum "Prior-Administrator der Priorei von Pegli" und genehmigte mit Schreiben vom 12. Dezember die Einrichtung eines eigenen Noviziats. Die große Linie, die Casaretto für seine kleine Priorei vorschwebte, war bereits in diesem offiziellen Dokument vermerkt: "Die vollkommene Gemeinschaft, das strikte Befolgen der Observanz des Cassinensischen Benediktinischen Instituts" und in dieser Form war der Plan auch durch die Cassinensische Kongregation genehmigt. Am 20. Januar 1843 traf Casaretto, begleitet von Dom Raffaele Testa, dem Novizenmeister von Santa Scholastica, in Pegli ein. Zwei Jahre später zog die kleine Gemeinschaft in ein altes Kloster in Genua – San Giuliano d' Albaro – um. Eine Lebensordnung für die Gemeinschaft stellte Casaretto in 18 Artikeln zusammen.
Während seiner Zeit in Pegli arbeitete Casaretto bereits an einem Plan, Mönche zu Missionaren auszubilden. 1846 bekam er vom Heiligen Stuhl die Genehmigung, eine Missionsschule für Mönche in San Giuliano einzurichten. Die Schule wurde später nach Subiaco verlegt.

### Abt von Santa Scholastica

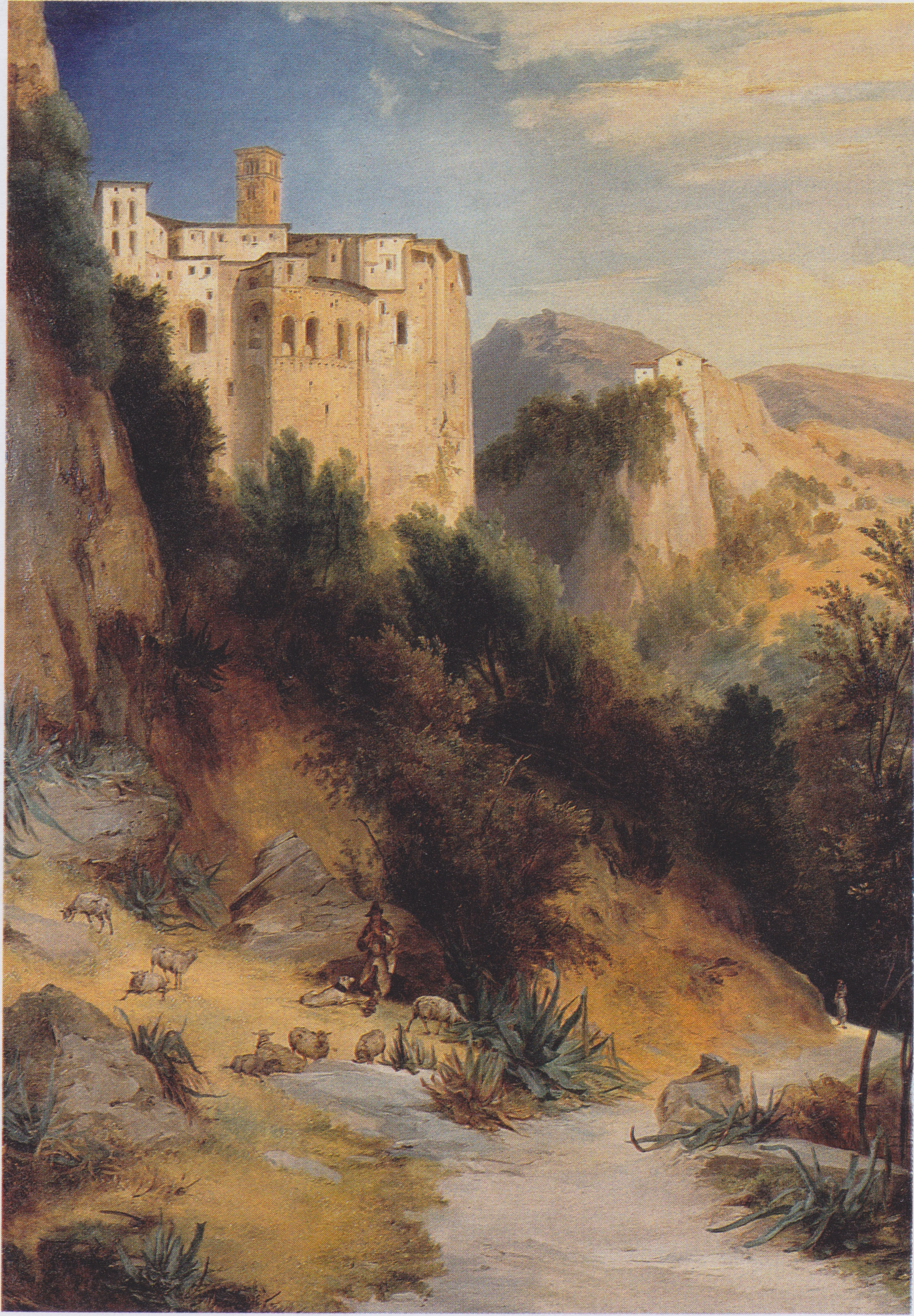
Das Kloster Santa Scholastica bei Subiaco (Ölgemälde von Carl Blechen)

1850 berief ihn der Papst als Abt ans Kloster Santa Scholastica in Subiaco. Aus Genua brachte er nicht nur einer multinationale Gruppe von 15 Novizen, sondern auch die Idee einer "neuen Observanz" mit, die unter anderem den persönlichen Besitz von Geld ausschloss und dem Mönch nur ein absolutes Minimum an persönlichem Besitz gestattete und – noch vor der Verkündigung als Dogma im Jahr 1854 – eine besondere Hingabe an die Unbefleckte Empfängnis forderte. Jedes Jahr am 8. Dezember mussten sich die Mönche seines Klosters aufs Neue verpflichten, sich dem vollkommenen Gemeinschaftsleben (perfetta vita comune) zu weihen. Sein Traum, eine eigene Provinz innerhalb der Cassinensischen Kongregation zu bilden, wurde 1851 wahr, als der Heilige Stuhl am 28. Mai die Bildung der "Subiaco-Provinz" verkündete.

### Die neue Kongregation
Am 8. Mai 1852 wählte ihn das Generalkapitel des Cassinensischen Kongregation zu ihrem Präses, ein Amt, das er bis 1858 innehatte. Ab 1858 widmete er sich wieder verstärkt seiner Provinz Subiaco. In dieser Zeit reifte sein Entschluss, eine neue Kongregation zu gründen. Nach einem Treffen mit den Äbten der Klöster in der Subiaco-Provinz bat er den Heiligen Stuhl in Rom offiziell um die Genehmigung der neuen Kongregation und ihrer Statuten. Das Gesuch wurde am 5. August 1867 bewilligt, zunächst für eine Probezeit von zehn Jahren und mit dem Titel "Congregationis Casinensis a primaeva observantia" (Cassinenser Kongregation von der ursprünglichen Observanz). Casaretto wurde zum ersten Generalabt ernannt.
Erst mit der Anerkennung als eigene Kongregation am 9. März 1872 löste sich die neue Bewegung von der Cassinensischen Kongregation. Die administrative Aufteilung in Provinzen orientierte sich an den Ländern, in denen die Klöster beheimatet waren.

### Letzte Lebensjahre
Zum 1. April 1876 zog sich Casaretto aus seinem Amt zurück. Mehr und mehr mit seiner Krankheit kämpfend, verbrachte er seine letzten beiden Lebensjahre. Mitte 1878 war sein Gesundheitszustand so schlecht, dass er beschloss, sich in ein Haus seiner Verwandten in Genua zurückzuziehen. Dort starb er am Morgen des 1. Juli 1878.
Casaretto wurde am 4. Juli 1878 in der Kapelle von St. Anna in San Giuliano d'Albaro beigesetzt. Im Rahmen des Generalkapitels 2016 der Kongregation von Subiaco und Montecassino wurden die Gebeine Casarettos ins Kloster Santa Scholastika in Subiaco übertragen, wo sie heute in der Kapelle des hl. Abtes Honoratus im Sottoterraneo der Klosterkirche ruhen.